# Knud Tommerup
 Knud Tommerup (1664-1730) var en dansk præst

## Biografi
Knud Tommerup blev født i Tommerup (ved Odense), hvor hans far, Jacob Knudsen Fangel (d. 1677), var præst. Han blev student i 1685 fra Odense og i udnævnt 1690 til dansk garnisonspræst i København, hvor man dengang holdt gudstjeneste for soldaterne på Gjethuset. I 1692 blev han magister.
Da Garnisonskirken blev opført i 1706, blev han den første danske sognepræst for kirken. Han var en begavet, kundskabsrig præst som indimellem gav regeringen problemer pga. uregelmæssigheder i sin embedsførelse.

### Under pesten
Knud Tommerup blev mest kendt blandt den bredere befolkning, da han trodsede biskop Christen Worms forbud i juli 1711 under pesten, og modløst flygtede ud på landet, efter at han i en prædiken havde kaldt København et Sodoma og Gomorra og opfordret enhver, som kunne, til at forlade hovedstaden, der ved sin ugudelighed var indviet til ødelæggelse. Han suspenderedes fra embedet, men blev benådet, da han vendte tilbage mod at gøre offentlig afbigt. Dog er det blevet sagt, at denne fortrydelse snarere blev en satire over biskop Worm end en egentlig fortrydelse.

### Henrettelser
Henrettelser var meget hyppige i Tommerups tid, og man mener, at han på embedsvegne har overværet henved 600 eksekutioner.

### Hos Helligåndskirken
Efter at have tjent 36 år som garnisonspræst blev Tommerup i 1726 forflyttet til embedet som sognepræst ved Helligåndskirken. Under Københavns brand 1728 blev kirken ødelagt. Tommerup, der ellers var den rigeste præst i byen, mistede alt, da han havde alle sine værdigenstande opbevaret i kirken. Hans pengegriskhed skal efter sigende have været stor, og der har været mange historier i omløb herom.